# M-1-C教練機
Mohawk M-1-C（曾被稱為Pinto、Redskin或Spurwing）是一款由位於明尼蘇達州明尼阿波利斯的莫霍克飛機公司於1920年代設計的一款雙座（三座）低翼單翼教練機機。1930年，美國陸軍航空隊對其中一架M1C進行了評估，並將其命名為YPT-7 Pinto，作為初級教練機使用。

## 發展
M1C是一款三座低翼懸臂式單翼機，有開放座艙（Pinto）和封閉座艙（Redskin）兩種版本。M1C的第一款延伸型號是M1C-K，裝配一具Kinner K-5發動機（或萊特發動機）。美國陸軍航空兵團曾對其中一架飛機進行改裝並評估，並將其命名為YPT-7 Pinto。
另外M1C還有一款裝配Warner Scarab發動機的雙座版本M1C-W。第一架M1C-W是採用YPT-7改造的。1930年，莫霍克飛機公司宣告破產，並被R R Rand Jr.接管。

## 參考

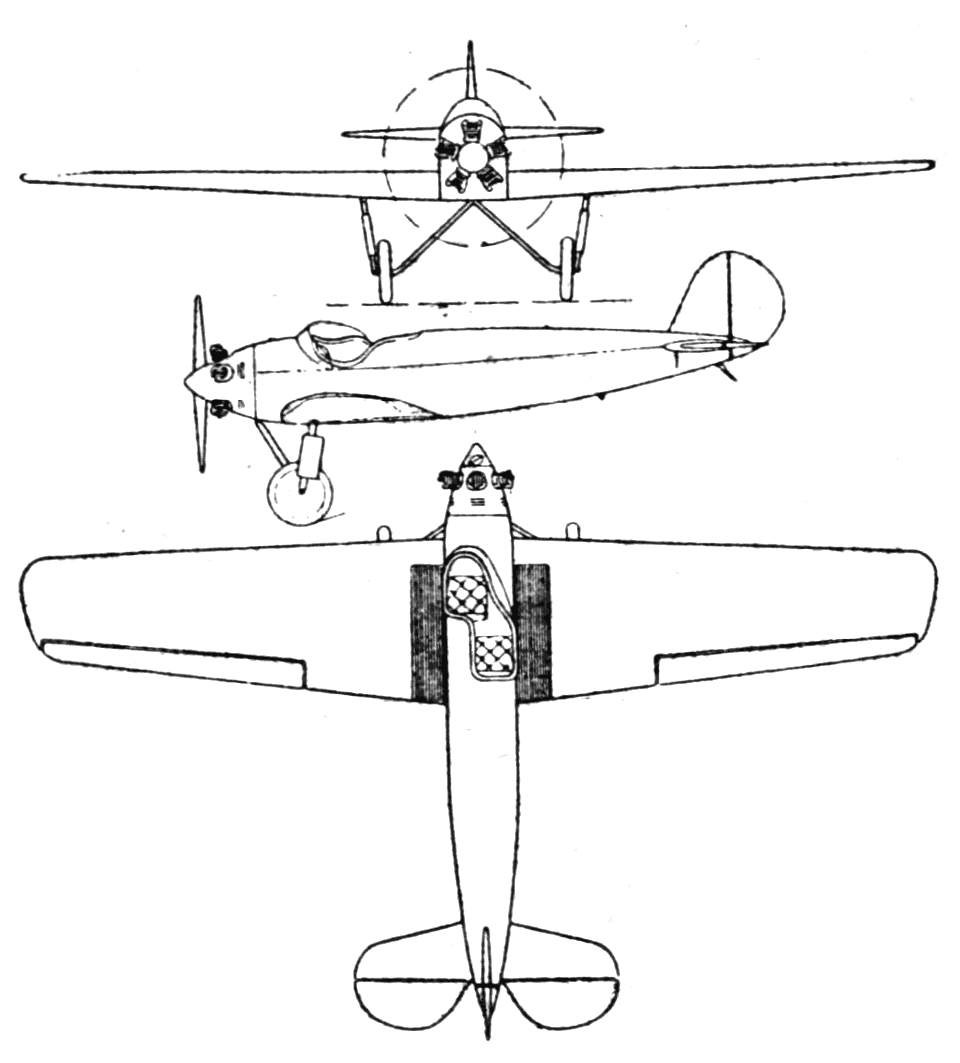
Mohawk Pinto 3-view drawing from Le Document aéronautique April,1928

## 型號
M1C-K
裝配Kinner K-5發動機的版本，共5架
M1C-W
裝配Warner Scarab發動機的版本，一架由M1C-K改造，另外建造兩架
YPT-7
美國陸軍航空兵團在1930年對一架M1C-K進行評估，該機型配備了Kinner K-5發動機，軍用編號為YR-370-1

### 書目
- Andrade, John. . Midland Counties Publications. 1979. ISBN 0-904597-22-9.
- . Aviation. Vol. 28 no. 12. March 22, 1930: 606–611  [2024-08-11]. （原始内容存档于2025-01-21）.